# Santo Tomás (Nicaragua)
Santo Tomás è un comune del Nicaragua facente parte del dipartimento di Chontales.